# William Meynard
William Meynard (Marselha, 11 de julho de 1987) é um nadador francês, medalhista olímpico.

## Carreira

### Rio 2016
Meynard competiu na natação nos Jogos Olímpicos de Verão de 2016, conquistando a medalha de prata com o revezamento 4x100 metros livre.